# マーシャル・マクルーハン
ハーバート・マーシャル・マクルーハン（英: Herbert Marshall McLuhan、1911年7月21日 - 1980年12月31日）は、カナダ出身の英文学者、文明批評家。もともとニュー・クリティシズム等を論じる英文学教授だった。
マクルーハンの名を著名にしたのは、メディアに関する理論である。現在、メディア研究と呼ばれる分野において重要位置を占める存在のうちの一人とされる。

## 略歴
- 1911年　アルバータ州エドモントンに生まれる。
- 1915年　家族でマニトバ州ウィニペグに引っ越す。
- Kelvin Technical Schoolを卒業する。
- 1933年　マニトバ大学卒業。
- 1934年　同大学院修士課程修了。ケンブリッジ大学に入学。
- 1936年　同卒業。
- 1936年 - 1937年　ウィスコンシン大学（ウィスコンシン州マディソン）の助手となる。
- 1937年 - 1939年　セントルイス大学（ミズーリ州）で英語を教える。
- 1939年　コリンヌ・ルイス（英: Corinne Keller Lewis、1912年 - 2008年）と結婚する。
- 1939年 - 1940年　ケンブリッジ大学へ戻る。
- 1940年　ケンブリッジ大学修士課程修了。
- 1940年 - 1944年　ふたたびセントルイス大学で英語を教える。
- 1943年　ケンブリッジ大学よりPh.D.を得る。
- 1944年 - 1946年　オンタリオ州ウィンザーのアサンプション・カレッジで教える。
- 1946年　トロント大学の聖ミカエルズカレッジで教える。
- 1952年　トロント大学教授となる。
- 1954年 - 1959年　Exporation誌の共同編集者となる。
- 1964年　ロイヤル・ソサエティ・オブ・カナダのフェローとなる。
- 1970年　カナダ勲章（Companion of the Order of Canada）を受ける。
- 1980年　オンタリオ州トロントで死去（69歳）。

## 業績
- あらゆる視点からの斬新なメディア論を展開。
- 「メディアはメッセージである」という主張。普通、メディアとは「媒体」を表し、一般に、メディアによる情報伝達の内容が注目される。しかし、マクルーハンはメディアそれ自体がある種のメッセージ（情報、命令のような）を既に含んでいると主張した。
- テクノロジーやメディアは人間の身体の「拡張」であるとの主張。自動車や自転車は足の拡張、ラジオは耳の拡張であるというように、あるテクノロジーやメディア（媒体）は身体の特定の部分を「拡張」する。しかし、単純に拡張だけが行われるのではなく、「拡張」された必然的帰結として衰退し「切断」を伴う。
- 他にも「ホット」と「クール」なメディアという分類や「メディアはメッセージである」というテレビメディア論、グローバルヴィレッジ（地球村）のような分析・視点など、実に様々な理論を展開している。
- 大衆雑誌や映画（例えばウディ・アレン監督の『アニー・ホール』）にも出演したため、「ポップカルチャーの大司祭」というような形容で言い表された。しかし学者の間では、賛否両論に分かれ、陶酔的に耳を傾ける者もいる一方で、実証的な検討なしの思いつきでしかないというような批判もされた。
- 息子のエリックとの共著『メディアの法則』によれば、どんな人工物も4つの局面の組み合わせ（Tetrad of media effects）からなる「メディアの法則」に従うという。
  - 強化（enhances）＝その人工物が強化したり、可能にしたり、加速するものは何か？
  - 衰退（obsolesces）＝それにより、追いやられ、廃れ、減るものは何か？
  - 回復（retrieves）＝かつてあった作用（action）や便宜（service）のうち、回復され、再現されるものは何か？
  - 反転（reverses）＝以前の状態が限界まで圧迫されると、もとの性質から反転したりはね返ったりすることがある。それはどのようなものか？

## 著作

### 単著
- The Mechanical Bride: Folklore of Industrial Man, (Vanguard Press, 1951).

井坂学訳『機械の花嫁―産業社会のフォークロア』（竹内書店「マクルーハン著作集1」, 1968年／新装版：竹内書店新社, 1991年）　
- The Gutenberg Galaxy: the Making of Typographic Man, (Routledge & Kegan Paul, 1962).

高儀進訳『グーテンベルクの銀河系』（竹内書店「著作集2」, 1968年）
森常治訳『グーテンベルクの銀河系――活字人間の形成』（みすず書房, 1986年）
- Understanding Media: the Extensions of Man, (McGraw-Hill, 1964).

後藤和彦・高儀進訳『人間拡張の原理――メディアの理解』（竹内書店, 1967年）
栗原裕・河本仲聖訳『メディア論――人間の拡張の諸相』（みすず書房, 1987年）
- The Meaning of Commercial Television: the Texas-Stanford Seminar, 1966, (University of Texas Press, 1967).
- Counter Blast, (Harcourt, Brace & World, 1969).
- Culture is Our Business, (McGraw-Hill, 1970).
- Essential McLuhan, edited by Eric McLuhan and Frank Zingrone, (Basic Books, 1995).

有馬哲夫訳『エッセンシャル・マクルーハン――メディア論の古典を読む』（NTT出版, 2007年）
エリック・マクルーハンやフランク・ジングローによる編著
- 宮澤淳一訳『マクルーハン発言集　メディア論の想像力』（みすず書房, 2021年）

ステファニー・マクルーハン（三女、1947-）、デイヴィッド・ステインズ 編

### 共著
- The Medium is the Massage: An Inventory of Effects, with Quentin Fiore, (Random House, 1967).

南博訳『メディアはマッサージである』クエンティン フィオーレとの共著（河出書房新社, 1968年、改訂版1995年、新版2010年）
門林岳史訳『メディアはマッサージである　影響の目録』クエンティン・フィオーレとの共著（河出文庫, 2015年）新訳版
- Through the Vanishing Point: Space in Poetry and Painting, with Harley Parker, (Harper & Row, 1968).
- War and Peace in the Global Village: An Inventory of Some of the Current Spastic Situations that Could be Eliminated by More Feedforward, with Quentin Fiore, (McGraw-Hill, 1968).

広瀬英彦訳『地球村の戦争と平和』クエンティン・フィオーレとの共著（番町書房, 1972年）
- From Cliché to Archetype, with Wilfred Watson, (Viking Press, 1970).
- Take Today: the Executive as Dropout, with Barrington Nevit, (Harcourt Brace Jovanovich, 1972).
- City as Classroom: Understanding Language and Media, with Kathryn Hutchon and Eric McLuhan, (Book Society of Canada, 1977).
- Media, Messages & Language: the World as Your Classroom, with Kathryn Hutchon and Eric McLuhan, (National Textbook, 1980).
- Laws of Media: the New Science, with Eric McLuhan, (University of Toronto Press, 1988).

中澤豊訳『メディアの法則』エリック・マクルーハンとの共著（NTT出版, 2002年）
- The Global Village: Transformations in World Life and Media in the 21st Century, with Bruce R. Powers, (Oxford University Press, 1989).

浅見克彦訳『グローバル・ヴィレッジ――21世紀の生とメディアの転換』ブルース・R・パワーズとの共著（青弓社, 2003年）

### 共編著
- Explorations in Communication: An Anthology, co-edited with Edmund Carpenter, (Beacon, 1960).

大前正臣・後藤和彦訳『マクルーハン入門――コミュニケーションの新しい探求』
サイマル出版会, 1967年、新装版1981年／平凡社ライブラリー, 2003年

## 関連文献
- テレンス・ゴードン『マクルーハン』宮澤淳一訳、ちくま学芸文庫 2001。入門書
- 宮澤淳一『マクルーハンの光景　メディア論がみえる』みすず書房<理想の教室> 2008
- 『マクルーハン 生誕100年、メディア(論)の可能性を問う』[1] 河出書房新社<KAWADE道の手帖> 2011
- 中澤豊『哲学者マクルーハン　知の抗争史としてのメディア論』 講談社選書メチエ 2019